# Steile Wand (Meerane)

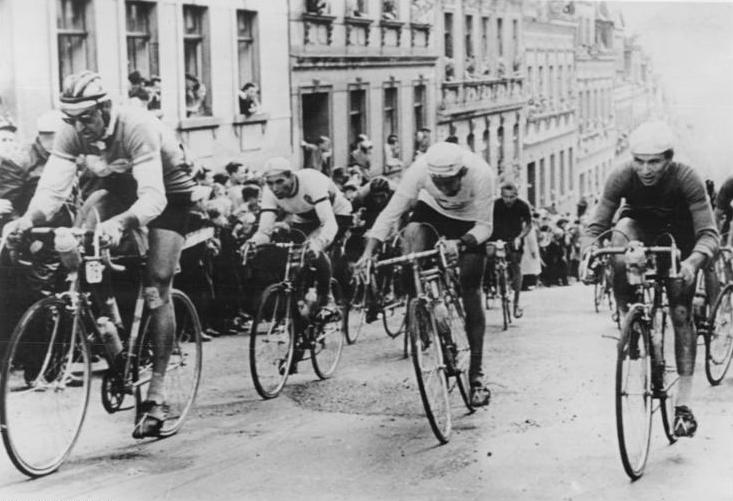
Friedensfahrt 1961 an der Steilen Wand

Die Steile Wand ist eine Straße im sächsischen Meerane. Sie wurde vor allem bekannt als Teilabschnitt von Straßenradrennen. Sie erhielt insbesondere durch die Internationale Friedensfahrt eine überregionale Bedeutung.

## Sportliche Geschichte
Ursprünglich in der Bergstraße gelegen, wurde der 12-prozentige Anstieg 1960, als die Internationale Friedensfahrt durch Meerane führte, umbenannt in „An der Steilen Wand“.
Sie ist 248 Meter lang und weist einen Höhenunterschied von 33 Metern auf.
1952 wurde der Streckenabschnitt auf der 8. Etappe der Friedensfahrt von Leipzig nach Karl-Marx-Stadt erstmals befahren. Auf dem höchsten Punkt der Straße wurde eine Bergwertung ausgefahren, die der Belgier Raymond Van Hoven gewann. Seitdem hat sie in der Radsportszenerie einen Kultstatus erlangt. In den ersten Jahren ihrer Überfahrt konnten, auch bedingt durch die damalige technische Beschaffenheit der Rennräder sowie das unebene Kopfsteinpflaster, teils dramatische Bilder von Fahrern vermittelt werden, die auf diesem nur 248 Meter langen Anstieg vom Rad steigen mussten. Die Steigung war für viele Fahrer nur zu Fuß zu bewältigen.
Insgesamt hat es in 15 Jahren Bergwertungen in der Friedensfahrt auf der Steilen Wand gegeben. Auch bei der letzten Friedensfahrt 2006 stand die Wand noch einmal im Mittelpunkt des Interesses. Sie musste dreimal überquert werden (wobei Lars Wackernagel zweimal als Erster über die Kuppe fuhr) und war auch Ziel der Etappe, die von Erwin Thijs gewonnen wurde.
Die erstmalige Einbeziehung in den Streckenverlauf eines Radrennens hatte die Steile Wand bereits bevor die Friedensfahrt darüber führte. 1951 führte die 7. Etappe der DDR-Rundfahrt von Erfurt nach Karl-Marx-Stadt über die Steile Wand. Bernhard Trefflich war der erste Radrennfahrer, der sie in einem Rennen überquerte.
Auch die 29. Internationale Thüringen-Rundfahrt der Frauen führte 2016 über diese Strecke, ebenso wie die Sachsen-Rundfahrt. Bereits 2006 war am Gipfelpunkt des Anstieges das Ziel der Sachsen-Rundfahrt.
Die Deutschland-Tour führte 2004 mit ihrer 7. Etappe über den Anstieg.
Später fanden Wettbewerbe für Freizeitsportler, für Junioren und Prominentenrennen (organisiert vom Fernsehsender MDR) an der Steilen Wand statt. 2011 wurde ein „Radclub Steile Wand“ gegründet, der am Fuße der Strecke eine Gedenktafel anbrachte.

## Die Bergwertungssieger der Friedensfahrt an der Steilen Wand
- 1952 Raymond Van Hoven
- 1953 Miroslav Málek
- 1954 Fernand Picot
- 1956 Aurelio Cestari
- 1958 Erich Hagen
- 1959 Mario Bampi
- 1960 Ken Laidlow
- 1961 Manfred Weißleder
- 1963 Manfred Weißleder
- 1969 Arthur Van De Vijver
- 1980 Hans von Niederhäusern
- 1997 Bert Dietz
- 2001 Ralf Grabsch
- 2004 Dennis Kraft
- 2006 Erwin Thijs